# 대한민국 제14대 대통령 선거
대한민국 제14대 대통령 선거는 대한민국의 제14대 대통령을 선출하기 위해 실시한 선거이다. 1992년 12월 18일 금요일에 실시되었으며 선거 결과 민주자유당의 김영삼 후보가 당선되었다.

## 배경
기존의 선거는 서로 다른 사람이 대통령으로 당선될 때마다 서로 다른 선거 방식에 의해 실시되었으나, 이번 선거는 연속 선상의 선거였다. 또 다른 기존 선거와의 차이는 야권의 표를 쟁패하던 김영삼·김대중이 여야의 위치에서 경쟁하였다는 점이다. 특히 1960년대 이후 여권의 축을 이루던 군 출신 후보가 사라지고 순수 민간인 후보끼리 벌인 대결이었다. 특히 제14대 대선은 여당과 제2·제3야당이 통합한 새로운 집권여당과 제1야당과의 대결이었다.
제13대 총선 결과 국회는 제13대 총선주자였던 ‘1노 3김(민주정의당 노태우, 통일민주당 김영삼, 평화민주당 김대중, 신민주공화당 김종필)’의 4당 체제 속에 여당의 다수당 위치가 무너지고 ‘여소야대’ 상황에서 권력 기반을 강화하고 정국 주도권를 탈환하기 위해 여당과 제2야당의 김영삼을 대표하는 통일민주당과 제3야당의 김종필을 대표하는 신민주공화당이 집권 민주정의당과 통합하여 민주자유당을 탄생시켰다. 그 밖에 정주영이 갑작스럽게 정치권에 뛰어들었고 현대그룹의 재력을 배경으로 여당과 야당의 낙천자들을 대상으로 영입해 통일국민당을 만들어 14대 총선에서 31석을 획득, 제3당으로 부상했다. 총선은 정주영에게는 단지 대통령 선거를 위한 기초 다지기일 뿐이었다.

## 각 당의 후보 선출

### 민주자유당
민자당은 1992년 5월 19일 전당대회에서 통일민주당 출신 김영삼 대표최고위원을 대통령 후보로 선출하였다.

### 민주당
민주당은 1992년 5월 26일 전당대회에서 동교동계 출신 김대중 공동대표를 대통령 후보로 선출하였다.

### 통일국민당
국민당은 1992년 5월 15일 전당대회에서 정주영 대표최고위원을 대통령 후보로 선출하였다.

### 새한국당
새한국당은 1992년 11월 17일 창당대회에서 이종찬 대표최고위원을 대통령 후보로 선출하였다.

### 신정치개혁당
신정당은 1992년 6월 9일 전당대회에서 박찬종 대표최고위원을 대통령 후보로 선출하였다.

### 군소 후보

#### 민중후보 선출 운동
민중대통령후보선거대책본부는 11월 1일 민중대통령후보 선출대회에서 백기완 전 민주통일민중운동연합 부의장을 대통령 후보로 선출하였다.

#### 무소속 김옥선 후보
김옥선 전 신한민주당 부총재는 1992년 8월 26일 무소속 대선 출마를 선언하였으며, 유권자 6,490명의 추천을 받아 11월 24일 후보로 등록하였다.

#### 대한정의당
대한정의당은 1992년 11월 18일 창당대회를 개최하고 이병호 창당준비위원장을 총재와 대통령 후보로 선출하였다.

#### 진리평화당
진리평화당은 1992년 10월 24일 창당대회를 개최하고 대선 준비에 나섰으나, 허경영 전 당 총재를 대통령 후보로 내정했다가 후보 등록 마감일인 11월 25일 오후 임시 중앙위원회를 열고 현홍균 당 고문을 후보로 선출하는 등 혼란을 겪었고, 결국 후보 등록 마감 시간 전까지 선거 기탁금을 마련하지 못해 후보 등록을 포기하였다.

#### 친민당
친민당은 1992년 11월 15일 창당대회를 개최하고 한학자인 권정수 창당준비위원장을 총재와 대통령 후보로 선출하였으나, 선거 기탁금을 마련하지 못해 후보 등록을 포기하였다.

#### 기독성민당
진복기 기독성민당 총재는 1992년 9월 26일 대선 출마를 선언하였으나, 후보 등록 마감일인 11월 25일 오후 기탁금을 마련할 능력은 있지만 각 당이 금권조직을 이용한 불법 사전 선거 운동을 해 불공정 선거가 됐으므로 후보 등록을 포기한다고 선언하였다.

## 선거 운동 기간
14대 선거도 역시 지역 대결의 구도에서 벗어나기는 어려웠다. 제13대 대통령 선거가 ‘1노 3김’(노태우, 김영삼, 김대중, 김종필)을 중심으로 하는 지역이 4분할된 구도였다면, 제14대 대선은 크게 영남과 호남의 대결 구도였다. 김영삼 후보는 과거에는 영남의 한 쪽인 부산직할시·경상남도에서 대구직할시·경상북도로 연고 범위가 넓어졌다. 김대중은 연고지는 그대로이지만 제13대 대선에서 김영삼을 지지했던 야당 세력을 넘겨 받는 입장이 되었다. 한편 정주영은 이 틈바구니에서 자신의 연고지인 강원도를 집중 공략하여 새로운 지역주의를 개척하면서 무주공산의 충청도를 파고들었다.
정주영은 또한 재벌 해체, 반값 아파트 등 파격적인 공약으로 이목을 끌었다.
1992년 대선에서 여당 민주자유당의 김영삼 후보에 맞선 민주당의 김대중 후보는 농촌 유권자의 친 여당 성향을 비판하며 유권자의 책임을 지적했다. 이로 인해 그의 발언에 수긍하지 않는 청중들의 반발을 사기도 했다. 김대중은 "민주당은 13대 국회에서 수세·농지세 감면, 농어가 부채의 상환연기, 농·수·축협 조합장 직선제 도입 등 농민을 위해 일한 유일한 정당"이라면서 "3백64일 야당하다가 선거날에만 여당하는 농촌 유권자들은 이제 반성해야 한다."고 주장했다. 또한 "30여년간의 군정 기간중 가장 많은 차별과 천대를 받은 계층이 바로 여러분 농민들입니다. 그런데도 여러분은 뭐가 좋다고 선거때만 되면 여당을 찍고 선거가 끝나면 후회를 하곤 합니까"라고 주장했다. 이미 30년 전인 1960년대부터 계급배반투표의 논리가 공식적으로 쓰이기 시작했던 것이다.

### 선거
김영삼은 총득표율에서 41.96%의 최다득표율로 대통령에 당선되었으며 이는 지역별 유권자 규모에 기인한다고 볼 수 있는데 김영삼의 지역구 부산직할시와 경상남도의 인구가 많았다. 김대중은 지역구 광주직할시와 전라남도에서 절대적 지지 속에 2차 연고지인 전라북도에서도 압도적 우세를 나타냈으나 서울특별시 외의 다른 지역에서는 우세를 확보하지 못했고, 김영삼은 연고 지역의 결속력이 압도적이지는 않았지만, 호남 이외의 모든 지역에서 고른 득표율을 보였기 때문에 제13대 노태우의 승리보다 훨씬 더 높은 득표율로 승리했다.

### 선거 이후
이 선거는 한국 정치사에서 많은 의미를 담고 있는데 김영삼의 당선으로 이른바 3김 가운데 1김은 대통령으로 공식적인 현역 정치를 마감한다. 다른 두 김은 선거 후 다른 길을 들어섰다. 김대중은 이후에 야당 총재로 복귀하지만 정계 은퇴 발표로 다시 국민의 시선을 집중시켰다. 동교동계,호남계 중심으로 민주당에서 탈당하여 새정치국민회의을 결성했다. 한편 민자당 공화계 김종필은 김영삼 정부의 2인자 역할을 수행하다 출당되었고 이후 자력으로 자유민주연합을 결성하여 충청도를 발판으로 다시 3김에 진입하였다.
한편 김영삼은 공화계 김종필와 민정계 일부 인사들의 출당 이후 민주자유당을 자신의 체제로 재편한 뒤 신한국당으로 개명하였다. 그러나 1997년 IMF 사태로 1950년 한국전쟁보다 대한민국 정부 수립 이후 최악의 국난이 일어났고 결국 김영삼 대통령는 남은 임기 동안 국정운영에 전념하고 선거 중립성 지키다는 명목으로 집권여당 신한국당에서 탈당했다 김영삼 대통령의 탈당 이후 신한국당는 소수야당 민주당와의 통합하여 한나라당으로 출범한다.

## 선거 결과
후보자별 득표율
|  | 41.96% |

|  | 33.82% |

|  | 16.31% |

|  | 6.37% |

|  | 1.00% |

|  | 0.36% |

|  | 0.15% |

### 지역별 결과
|  | 37.74% |

|  | 36.41% |

|  | 17.98% |

|  | 6.41% |

|  | 0.08% |

|  | 0.22% |

|  | 1.13% |

|  | 73.34% |

|  | 12.52% |

|  | 6.57% |

|  | 6.33% |

|  | 1.02% |

|  | 0.15% |

|  | 0.04% |

|  | 59.59% |

|  | 19.39% |

|  | 11.74% |

|  | 7.82% |

|  | 1.10% |

|  | 0.23% |

|  | 0.09% |

|  | 37.26% |

|  | 31.74% |

|  | 21.42% |

|  | 7.89% |

|  | 1.16% |

|  | 0.36% |

|  | 0.12% |

|  | 95.84% |

|  | 2.13% |

|  | 1.18% |

|  | 0.41% |

|  | 0.22% |

|  | 0.16% |

|  | 0.01% |

|  | 35.19% |

|  | 28.73% |

|  | 23.26% |

|  | 11.23% |

|  | 1.00% |

|  | 0.39% |

|  | 0.16% |

|  | 36.33% |

|  | 31.97% |

|  | 23.13% |

|  | 6.92% |

|  | 1.05% |

|  | 0.39% |

|  | 0.18% |

|  | 41.51% |

|  | 34.08% |

|  | 15.51% |

|  | 6.85% |

|  | 1.17% |

|  | 0.48% |

|  | 0.37% |

|  | 38.26% |

|  | 26.04% |

|  | 23.87% |

|  | 9.35% |

|  | 1.17% |

|  | 0.65% |

|  | 0.62% |

|  | 36.93% |

|  | 28.54% |

|  | 25.24% |

|  | 6.73% |

|  | 1.06% |

|  | 1.03% |

|  | 0.43% |

|  | 89.13% |

|  | 5.67% |

|  | 3.22% |

|  | 0.83% |

|  | 0.64% |

|  | 0.38% |

|  | 0.09% |

|  | 92.15% |

|  | 4.20% |

|  | 2.10% |

|  | 0.63% |

|  | 0.56% |

|  | 0.26% |

|  | 0.08% |

|  | 64.72% |

|  | 15.71% |

|  | 9.62% |

|  | 8.15% |

|  | 1.15% |

|  | 0.40% |

|  | 0.21% |

|  | 72.31% |

|  | 11.51% |

|  | 9.23% |

|  | 5.49% |

|  | 1.09% |

|  | 0.24% |

|  | 0.09% |

|  | 39.97% |

|  | 32.92% |

|  | 16.14% |

|  | 8.84% |

|  | 1.39% |

|  | 0.49% |

|  | 0.21% |